# Promozione Emilia-Romagna 1986-1987
Nella stagione 1986-1987 la Promozione era sesto livello del calcio italiano (il massimo livello regionale). Qui vi sono le statistiche relative al campionato in Emilia-Romagna.
Il campionato è strutturato in vari gironi all'italiana su base regionale, gestiti dai Comitati Regionali di competenza. Promozioni alla categoria superiore e retrocessioni in quella inferiore non erano sempre omogenee; erano quantificate all'inizio del campionato dal Comitato Regionale secondo le direttive stabilite dalla Lega Nazionale Dilettanti, ma flessibili, in relazione al numero delle società retrocesse dal Campionato Interregionale e perciò, a seconda delle varie situazioni regionali, la fine del campionato poteva avere degli spareggi sia di promozione che di retrocessione.

## Girone A

### Squadre partecipanti
| Squadra                   | Città (provincia)                      |
| ------------------------- | -------------------------------------- |
| S.P. Argentana            | Argenta (FE)                           |
| U.S. Atletico Bidente     | Santa Sofia (FC)                       |
| U.S. Baracca Lugo         | Lugo di Romagna (RA)                   |
| A.C. Bellaria Igea Marina | Bellaria (RN)                          |
| Calcio Castrocaro TDS     | Castrocaro Terme e Terra del Sole (FC) |
| A.C. Cattolica            | Cattolica (RN)                         |
| A.S. Cervia               | Cervia (RA)                            |
| C.A. Faenza Sez.Calcio    | Faenza (RA)                            |
| A.C. Forlimpopoli         | Forlimpopoli (FC)                      |
| A.C. Fusignano            | Fusignano (RA)                         |
| A.C. Imola                | Imola (BO)                             |
| A.C. Massalombarda        | Massalombarda (RA)                     |
| A.C. Ribelle              | Castiglione di Ravenna (RA)            |
| Pol. Sammartinese         | Forlì (FC)                             |
| S.S. Savignanese          | Savignano sul Rubicone (FC)            |
| A.C. Tropical Ospedaletto | Coriano (RN)                           |

### Classifica finale
|  | Pos. | Squadra                  | Pt | G  | V  | N  | P  | GF | GS | DR  |
|  | ---- | ------------------------ | -- | -- | -- | -- | -- | -- | -- | --- |
|  | 1.   | U.S. Baracca Lugo        | 45 | 30 | 17 | 11 | 2  | 44 | 16 | +28 |
|  | 2.   | Savignanese              | 43 | 30 | 16 | 11 | 3  | 41 | 15 | +26 |
|  | 3.   | Cattolica                | 41 | 30 | 17 | 7  | 6  | 42 | 22 | +20 |
|  | 4.   | Calcio Castrocaro T.D.S. | 40 | 30 | 15 | 10 | 5  | 36 | 19 | +17 |
|  | 5.   | Faenza                   | 38 | 30 | 15 | 8  | 7  | 35 | 17 | +18 |
|  | 6.   | Tropical Ospedaletto     | 33 | 30 | 11 | 11 | 8  | 37 | 27 | +10 |
|  | 7.   | Cervia                   | 29 | 30 | 10 | 9  | 11 | 27 | 31 | -4  |
|  | 8.   | Argentana                | 27 | 30 | 8  | 11 | 11 | 24 | 27 | -3  |
|  | 9.   | Fusignano                | 27 | 30 | 10 | 7  | 13 | 29 | 33 | -4  |
|  | 10.  | Forlimpopoli             | 27 | 30 | 7  | 13 | 10 | 18 | 27 | -9  |
|  | 11.  | Imola                    | 27 | 30 | 10 | 7  | 13 | 33 | 45 | -12 |
|  | 12.  | Bellaria Igea Marina     | 24 | 30 | 6  | 12 | 12 | 24 | 30 | -6  |
|  | 13.  | Sammartinese             | 24 | 30 | 8  | 8  | 14 | 30 | 44 | -14 |
|  | 14.  | Massalombarda            | 22 | 30 | 4  | 14 | 12 | 24 | 39 | -15 |
|  | 15.  | Ribelle                  | 20 | 30 | 6  | 8  | 16 | 17 | 36 | -19 |
|  | 16.  | Atletico Bidente         | 13 | 30 | 2  | 9  | 19 | 27 | 60 | -33 |

- Baracca Lugo ammesso alla finale, promossa Interregionale dopo i spareggi contro Castel San Pietro e Brescello.

## Girone B

### Squadre partecipanti
| Squadra                           | Città (provincia)                   |
| --------------------------------- | ----------------------------------- |
| Pol. Ardor F.I.A.C. Sasso Marconi | Sasso Marconi (BO)                  |
| Pol. Bo.Ca. Sparta                | Bologna (BO)                        |
| A.C. Castellarano                 | Castellarano (RE)                   |
| A.C. Castel San Pietro Terme      | Castel San Pietro (BO)              |
| A.C. Crevalcore                   | Crevalcore (BO)                     |
| F.C. Formigine                    | Formigine (MO)                      |
| A.C. G.I.A.C. Casalgrande         | Casalgrande (RE)                    |
| Pol. Ozzanese                     | Ozzano dell'Emilia (BO)             |
| U.P. Pianorese Giocas             | Pianoro (BO)                        |
| Pol. Ponteroncariale              | Zola Predosa (BO)                   |
| A.S. Porretta                     | Porretta Terme (BO)                 |
| Pol. Santagatese                  | Sant'Agata Bolognese (BO)           |
| C.S. Sant’Agostino                | Sant'Agostino (Terre del Reno) (FE) |
| S.S. Veggia                       | Casalgrande (RE)                    |
| U.S. Vignolese                    | Vignola (MO)                        |
| Pol. Virtus Castelfranco          | Castelfranco Emilia (MO)            |

### Classifica finale
|  | Pos. | Squadra                 | Pt | G  | V  | N  | P  | GF | GS | DR  |
|  | ---- | ----------------------- | -- | -- | -- | -- | -- | -- | -- | --- |
|  | 1.   | Castel San Pietro Terme | 43 | 30 | 16 | 11 | 3  | 40 | 16 | +24 |
|  | 2.   | Crevalcore              | 37 | 30 | 11 | 15 | 4  | 38 | 14 | +24 |
|  | 3.   | Porretta                | 35 | 30 | 12 | 11 | 7  | 36 | 29 | +7  |
|  | 4.   | Giac Casalgrande        | 33 | 30 | 12 | 9  | 9  | 33 | 28 | +5  |
|  | 5.   | \| Virtus Castelfranco  | 32 | 30 | 11 | 10 | 9  | 39 | 31 | +8  |
|  | 6.   | Santagatese             | 32 | 30 | 10 | 12 | 8  | 34 | 29 | +5  |
|  | 7.   | Pianorese Giocas        | 32 | 30 | 6  | 20 | 4  | 27 | 25 | +2  |
|  | 8.   | Formigine               | 32 | 30 | 8  | 16 | 6  | 23 | 23 | 0   |
|  | 9.   | Vignolese               | 31 | 30 | 8  | 15 | 7  | 35 | 34 | +1  |
|  | 10.  | Ozzanese                | 27 | 30 | 5  | 17 | 8  | 24 | 31 | -7  |
|  | 11.  | Ponteroncariale         | 27 | 30 | 7  | 13 | 10 | 17 | 25 | -8  |
|  | 12.  | Polisportiva ARDOR      | 26 | 30 | 7  | 12 | 11 | 27 | 30 | -3  |
|  | 13.  | Bo.Ca.                  | 26 | 30 | 8  | 10 | 12 | 29 | 44 | -15 |
|  | 14.  | Sant'Agostino           | 25 | 30 | 6  | 13 | 11 | 29 | 38 | -9  |
|  | 15.  | Veggia                  | 25 | 30 | 6  | 13 | 11 | 30 | 40 | -10 |
|  | 16.  | Castellarano            | 17 | 30 | 3  | 11 | 16 | 24 | 48 | -24 |

- Castel San Pietro ammesso alla finale, promossa Interregionale dopo i spareggi contro Baracca Lugo e Brescello.

## Girone C

### Squadre partecipanti
| Squadra                | Città (provincia)       |
| ---------------------- | ----------------------- |
| G.S. Bagnolese         | Bagnolo in Piano (RE)   |
| U.S. Brescello         | Brescello (RE)          |
| U.S. Casteldariese     | Castel d'Ario (MN)      |
| U.S. Correggese        | Correggio (RE)          |
| U.S. Fabbrico          | Fabbrico (RE)           |
| A.S. Guastalla         | Guastalla (RE)          |
| A.S. Langhiranese      | Langhirano (PR)         |
| U.S. Montecavolo       | Montecavolo (RE)        |
| U.S. Poggese           | Poggio Rusco (MN)       |
| U.S. Povigliese        | Poviglio (RE)           |
| U.S. Reggiolo          | Reggiolo (RE)           |
| A.C. Salsomaggiore     | Salsomaggiore Terme     |
| Sant’Ilario S.C.       | Sant'Ilario d'Enza (RE) |
| Sporting F.C.          | Reggio Emilia (RE)      |
| Calcio Scandiano Pol.  | Scandiano (RE)          |
| A.S. Termolan Bibbiano | Bibbiano (RE)           |

### Classifica finale
|  | Pos. | Squadra           | Pt | G  | V  | N  | P  | GF | GS | DR  |
|  | ---- | ----------------- | -- | -- | -- | -- | -- | -- | -- | --- |
|  | 1.   | Brescello         | 48 | 30 | 20 | 8  | 2  | 43 | 13 | +30 |
|  | 2.   | Correggese        | 42 | 30 | 17 | 8  | 5  | 34 | 20 | +14 |
|  | 3.   | Reggiolo          | 38 | 30 | 14 | 10 | 6  | 34 | 16 | +18 |
|  | 4.   | Salsomaggiore     | 35 | 30 | 12 | 11 | 7  | 35 | 25 | +10 |
|  | 5.   | Guastalla         | 35 | 30 | 12 | 11 | 7  | 29 | 22 | +7  |
|  | 6.   | Fabbrico          | 32 | 30 | 11 | 10 | 9  | 35 | 31 | +4  |
|  | 7.   | Sant'Ilario       | 30 | 30 | 11 | 8  | 11 | 26 | 24 | +2  |
|  | 8.   | Scandiano         | 29 | 30 | 7  | 15 | 8  | 33 | 34 | -1  |
|  | 9.   | Termolan Bibbiano | 29 | 30 | 6  | 17 | 7  | 27 | 29 | -2  |
|  | 10.  | Sporting          | 28 | 30 | 10 | 8  | 12 | 33 | 33 | 0   |
|  | 11.  | Poggese           | 26 | 30 | 7  | 12 | 11 | 19 | 29 | -10 |
|  | 12.  | Bagnolese         | 25 | 30 | 5  | 15 | 10 | 29 | 31 | -2  |
|  | 13.  | Montecavolo       | 25 | 30 | 6  | 13 | 11 | 21 | 28 | -7  |
|  | 14.  | Povigliese        | 22 | 30 | 6  | 10 | 14 | 18 | 32 | -14 |
|  | 15.  | Casteldariese     | 21 | 30 | 7  | 7  | 16 | 24 | 43 | -19 |
|  | 16.  | Langhiranese      | 15 | 30 | 1  | 13 | 16 | 18 | 48 | -30 |

- Brescello ammesso alla finale, perde i spareggi promozioni contro Castel San Pietro e Baracca Lugo.

## Spareggi tra le 1.classificate
- 11-06-1987 Castel San Pietro-Baracca Lugo 2-2
- 14-06-1987 Brescello-Castel San Pietro 1-1
- 18-06-1987 Baracca Lugo-Brescello 0-0
- 21-06-1987 Barcca Lugo-Castel San Pietro 0-0
- 25-06-1987 Castel San Pietro-Brescello 1-1
- 28-06-1987 Brescello-Baracca Lugo 0-0

### Classifica
- Castel San Pietro 4
- Brescello 4
- Baracca Lugo 4

Castel San Pietro Terme e Baracca Lugo promosse per sorteggio